# Акромеланизм
Акромеланизм (Acromelanism) — генетически обусловленный температурно-зависимый тип пигментации с полным проявлением только на конечностях, ушах, хвосте и морде и при более светло-окрашенной шерсти на корпусе. Встречается у сиамских и гималайских кошек, кроликов, крыс и др. видов одомашненных животных. Является формой альбинизма.
Такая пигментация обусловлена тем, что формирование окраски шерсти животного связано с температурой. Чем ниже температура, тем темнее становится окрас шерсти. Поэтому на конечностях, ушах, хвосте и морде шерсть более темная, а шерсть на остальной части тела животного более светлая .